# 台灣麥當勞恐嚇取財案
台灣麥當勞恐嚇取財案發生於2017年。於新北市消防局擔任預防科隊員的蔡一郎、黃櫻惠夫妻，因兒子在3月30日晚間於土城麥當勞遊戲區摔斷手臂，貪婪的利用職權查詢台灣麥當勞公司全國分店安檢紀錄，趁機勒索麥當勞7060萬賠償金，結果台灣麥當勞公司檢舉表示遭到恐嚇取財。於是蔡一郎、黃櫻惠夫妻被檢方起訴。一審依恐嚇取財未遂罪，将二人各判處1年2月有期徒刑，二人不服上诉至高等法院。二审依照《貪污治罪條例》，重判蔡一郎6年6月、黃櫻惠5年2月有期徒刑。蔡男夫妻聲請釋憲，認為貪汙治罪條例「藉勢或藉端勒索、勒徵、強占或強募財物」的見解定義不明確，主張公務員執行職務時，才能以貪汙治罪條例處罰。憲法法庭審查後，認為聲請案不符與憲法訴訟法規定，一致決裁定不受理。上诉后最高法院駁回，全案定讞。